# Ossiachberg, Steindorf am Ossiacher See
Ossiachberg je naselje v Občini Steindorf am Ossiacher See v Okraju Trg na Koroškem v Avstriji.